# Яллоу, Ламин
Ламин Яллоу (англ. Lamin Jallow; 22 июля 1994 года, Банжул) — гамбийский футболист, играющий на позиции нападающего. Выступает за алжирский клуб «Белуиздад».

## Клубная карьера
В 2014 году Ламин Яллоу присоединился к итальянскому клубу «Кьево Верона». Сезон 2015/16 он на правах аренды провёл за команду итальянской Лиги Про «Читтаделла».
28 августа 2016 года гамбиец дебютировал в итальянской Серии А, выйдя на замену в концовке гостевого поединка против «Фиорентины». Первую половину 2017 года Яллоу на правах аренды отыграл за команду Серии B «Трапани», а летом того же года был отдан в аренду другой команде Серии B «Чезене».